# Gabriela Brimmer
Gabriela Raquel Brimmer Dlugacz (Ciudad de México., 12 de septiembre de 1947-Ibidem, 3 de enero de 2000), conocida como Gaby Brimmer, fue una escritora y activista mexicana. Fundadora de la Asociación por los Derechos de las Personas con Alteraciones Motoras (ADEPAM) que luchó por los derechos de las personas con discapacidad. En 1995 recibió la Medalla al Mérito Ciudadano y en 2000, tras su fallecimiento, el entonces presidente de México, Ernesto Zedillo, instituyó el Premio Nacional de Rehabilitación que lleva su nombre.

## Biografía
Hija de Miguel y de Sari Brimmer, una acaudalada pareja de judíos austríacos que había buscado refugio en México durante la persecución nazi, disfrutó durante su infancia de un ambiente cultural familiar muy elevado.
Nació con una parálisis cerebral tetrapléjica grave de origen perinatal que le impidió cualquier expresión o movimiento excepto en su pie izquierdo. La mujer que la cuidaba, Florencia Sánchez Morales, se convirtió en su apoyo desde los cinco años hasta su muerte y supo detectar sus posibilidades comunicativas.
En 1955, ingresó en el Centro de Rehabilitación Músculo Esquelético en México D. F. para cursar sus estudios primarios, donde la profesora Margarita Aguilar le ayudó a acercarse al mundo de las letras. Se interesó por la literatura y profundizó en ella durante sus estudios en el centro Secundaria 68, donde ingresó en 1964 y donde su profesor de lengua española, el poeta Jorge Aguilar Mora le influyó para que leyera más poesía. Carlos Ayram escribió sobre la poesía de Brimmer en su artículo Los poemas del pie-boca. Retórica de la discapacidad en la poesía de Gabriela Brimmer.
Brimmer luchó para poder acceder a estudios normalizados, también en la enseñanza superior, pese a las dificultades con las que se encontraba. En 1971 se matriculó en Sociología en la Universidad Nacional Autónoma de México (UNAM), en donde cursó tres semestres, pero se vio obligada a abandonar la carrera por decisión familiar. Más tarde, en 1974, volvió a la universidad para matricularse en Periodismo. Sin embargo, debido a las barreras arquitectónicas y humanas de la UNAM, solo pudo cursar nuevamente tres semestres.
En 1987, se estrenó la película del cineasta Luis Mandoki basada en la vida de Gabriela Brimmer, Gaby: A True Story. El guion lo inició Elena Poniatowska y fue finalizado por Martín Salinas y Michael James Love, con la ayuda de la propia escritora.
A los treinta años, adoptó a una niña recién nacida a la que llamó Alma Florencia y de la que se pudo hacer cargo gracias al apoyo de su propia cuidadora, Florencia Sánchez Morales.
En 1989 fundó la Asociación para los Derechos de Personas con Alteraciones Motoras (ADEPAM) con el fin de asesorar, dar servicio médico y psicológico, y promover el respeto a los derechos humanos de las personas con discapacidad, así como facilitar su alfabetización y formación a través del Sistema Abierto de Enseñanza.
Falleció el 3 de enero de 2000 a causa de un paro cardíaco, en su casa del antiguo barrio de San Ángel, al sur de la Ciudad de México.

## Libros
1979 - Gaby Brimmer, (una autobiografía escrita con Elena Poniatowska) México D. F.: Editorial Grijalbo.
1980 - Gaby, un año después, México, D. F.: Editorial Grijalbo.

## Reconocimientos
- En 1995, recibió la Medalla al Mérito Ciudadano.[1]
- En 1996, fue nombrada vicepresidenta de la Confederación Mexicana de Limitados Físicos y/o Deficiencias Mentales.
- En 1998, fue elegida miembro del Comité de la Mujer con Discapacidad para América Latina Región de DPI por la Confederación Mexicana de Personas con Limitaciones Físicas Representantes de los discapacitados mentales (COMELFIRDEM), que tuvo en consideración sus méritos y su competencia en el trabajo.